# José Abad Gosálbez
José Abad Gosálbez (Alicante, 5 de marzo de 1915 – 1976) fue un abogado, comerciante y político español, alcalde de Alicante entre 1966 y 1970 y Procurador en Cortes.

## Biografía
Por parte de madre miembro de la alta burguesía alicantina, propietaria de una fábrica y establecimientos textiles (
Ytier), casó con Amelia Olmos con quien tuvo dos hijos; Amelia Abad Olmos y Pepe Abad Olmos. 
Durante la Segunda República fue secretario de la Federación de Estudiantes Católicos y colaboró en la represión de la Revolución de Octubre en 1934. 
Al iniciarse la Guerra Civil consigue huir a Italia desde donde pasa al bando franquista. Se alistó en la Legión con el grado de teniente y participó en diversas batallas. Fue herido varias veces en el frente lo que le reportó varias condecoraciones. Entre ellas la Gran Cruz del Mérito Aeronáutico recibida durante su alcaldía en 1969. 
De 1942 a 1944 fue presidente del Hércules de Alicante Club de Fútbol
Participó en el traslado a hombros y por etapas de José Antonio Primo de Rivera desde Alicante hasta el palacio de El Escorial.

## Cargos públicos
Fue secretario y subjefe del Movimiento Nacional que ayudó a fundar en la provincia de Alicante, concejal, diputado provincial (en distintas épocas), teniente de alcalde y alcalde de la ciudad durante cuatro años exactos en sustitución de Fernando Flores Arroyo. 
Además fue presidente de la Hermandad Provincial de Alféreces Provisionales y, como comerciante, presidente de la Junta de Obras del Puerto de Alicante.

## Alcalde
Durante su mandato se crea el germen de la actual Universidad de Alicante, se produce el hermanamiento con Niza, se inaugura la plaza de Galicia, se aprueba la construcción del Hotel Meliá y se levantan las nuevas escuelas de Santa Faz, situadas en barracones en la plaza de San Diego. Además rescató El Palmeral para la ciudad, reurbanizó el paseo de Gómiz y compró los últimos terrenos privados no edificados de la isla de Tabarca, entre otras cosas.

## Parlamentario
Procurador en Cortes nato por su cargo de alcalde de Alicante, sustituyendo a Fernando Flores Arroyo y tomando posesión el 27 de diciembre de 1966, durante la VIII Legislatura de las Cortes Españolas (1964-1967),
Repite cargo en la IX Legislatura de las Cortes Españolas (1967-1971), cesando a petición propia, el 2 de octubre de 1970, siendo sustituido por Ramón Malluguiza Rodríguez de Moya.
Desde el 15 de junio de 1975 tiene una calle dedicada en Santa Faz por haber promovido en esta localidad alicantina las nuevas escuelas.